# José Joaquim de Paiva Cabral Couceiro
José Joaquim de Paiva Cabral Couceiro (Leiria, 9 octobre 1830 ; Sintra, 19 juillet 1916) est un général-ingénieur de l'armée portugaise. Il fut l'auteur de divers projets de bâtiments publics, entre autres celui de l'École médico-chirurgicale de Lisbonne, aujourd'hui le siège de la Faculdade de Ciências Médicas (pt) de la nouvelle université de Lisbonne, Campo de Santana, à Lisbonne.

## Biographie

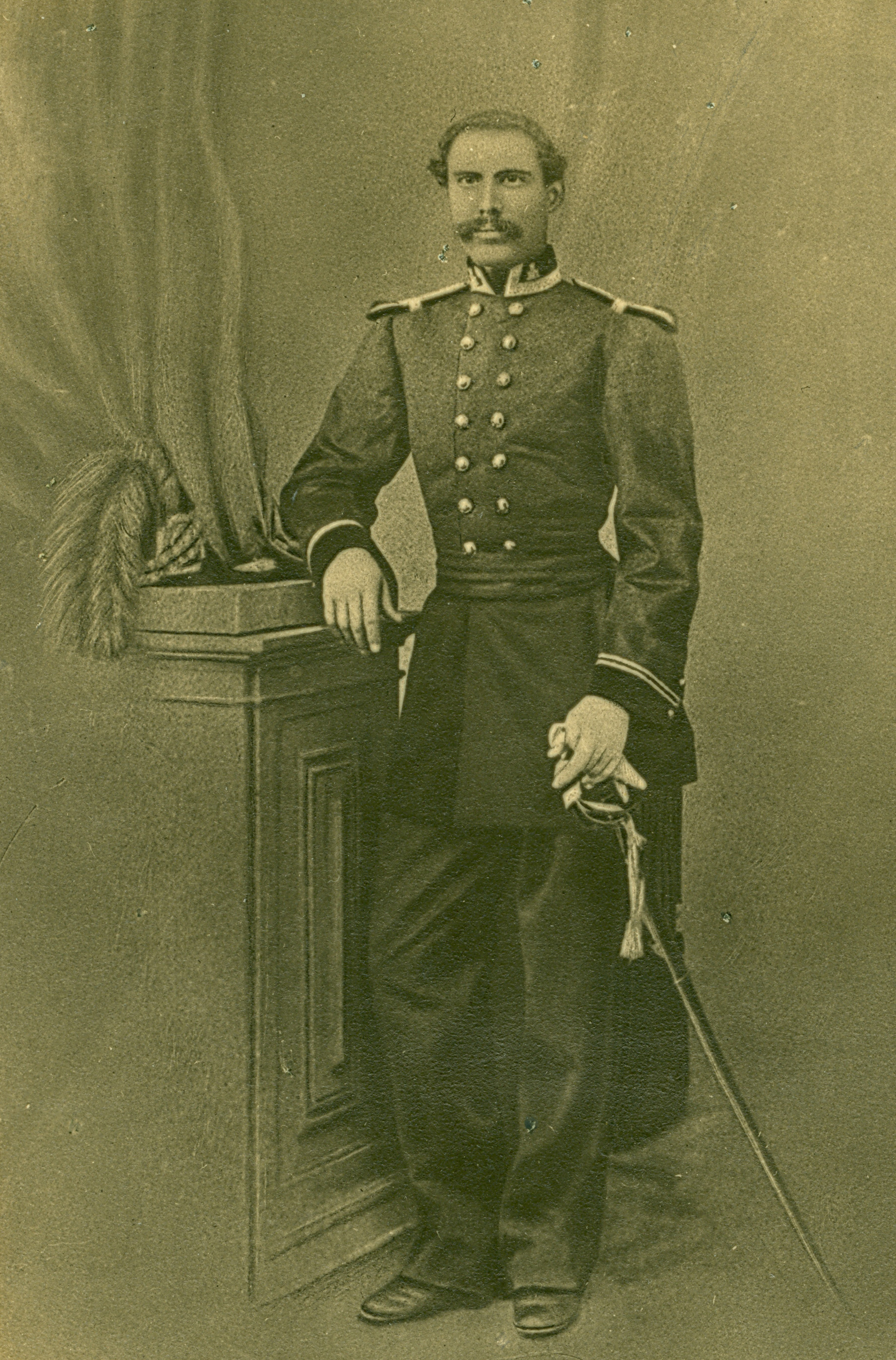
José Joaquim de Paiva Cabral Couceiro.
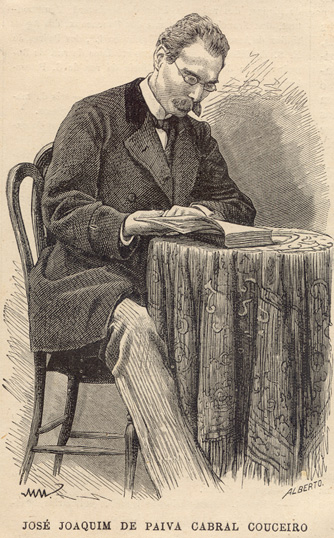
Le général Paiva Cabral Couceiro.
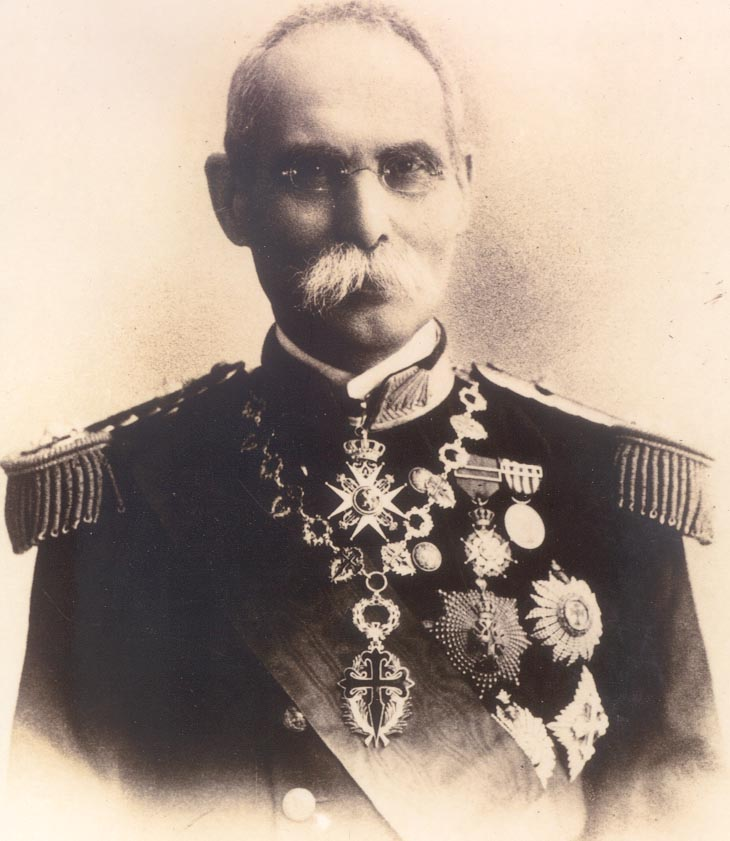
Le général Paiva Cabral Couceiro.
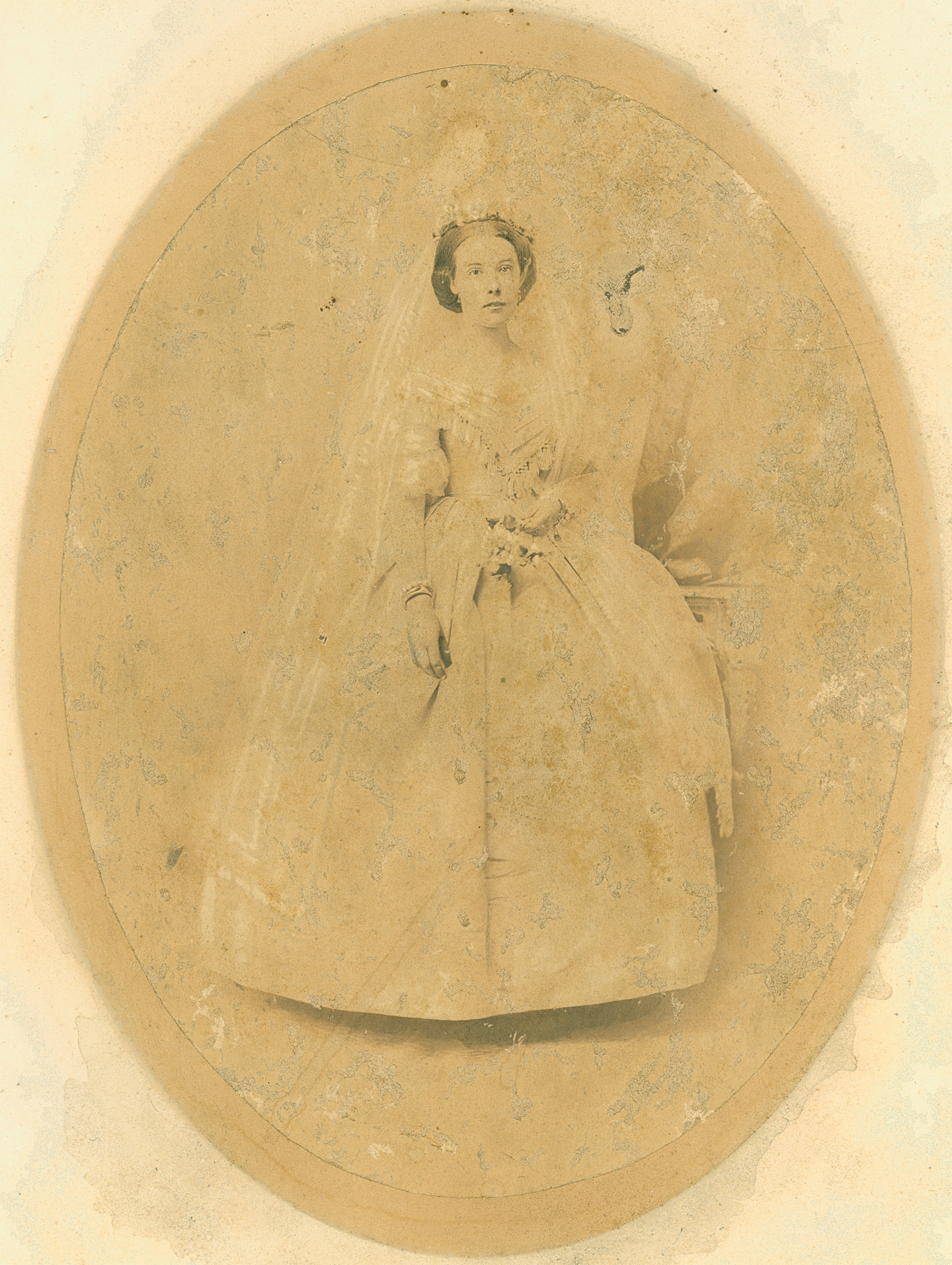
Helena Isabel Teresa Armstrong Mitchell.
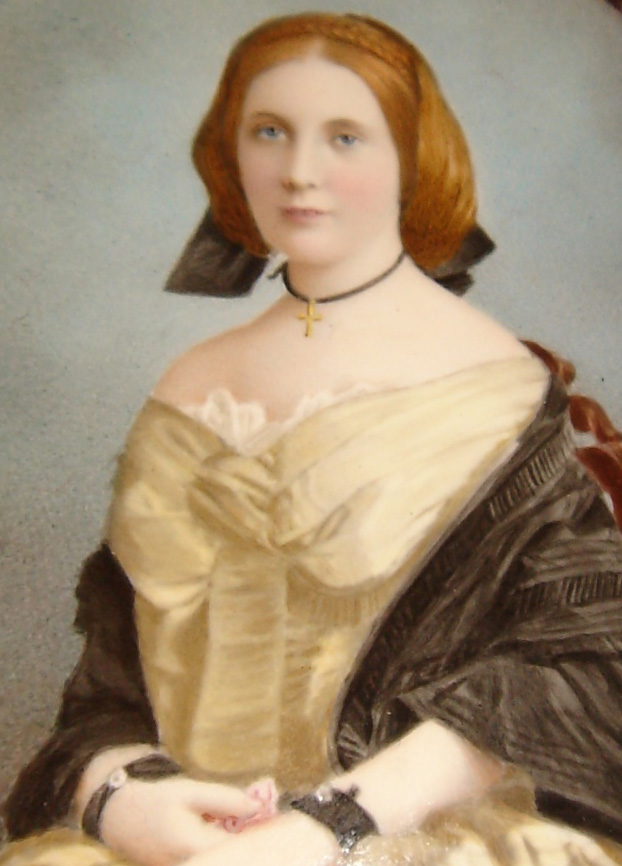
Helen Elizabeth Theresa Mitchell

## Décorations

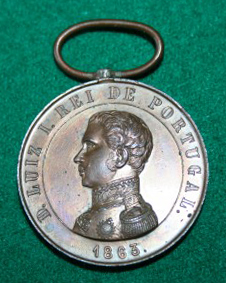
Medalha de prata comportamento exemplar D. Luís I
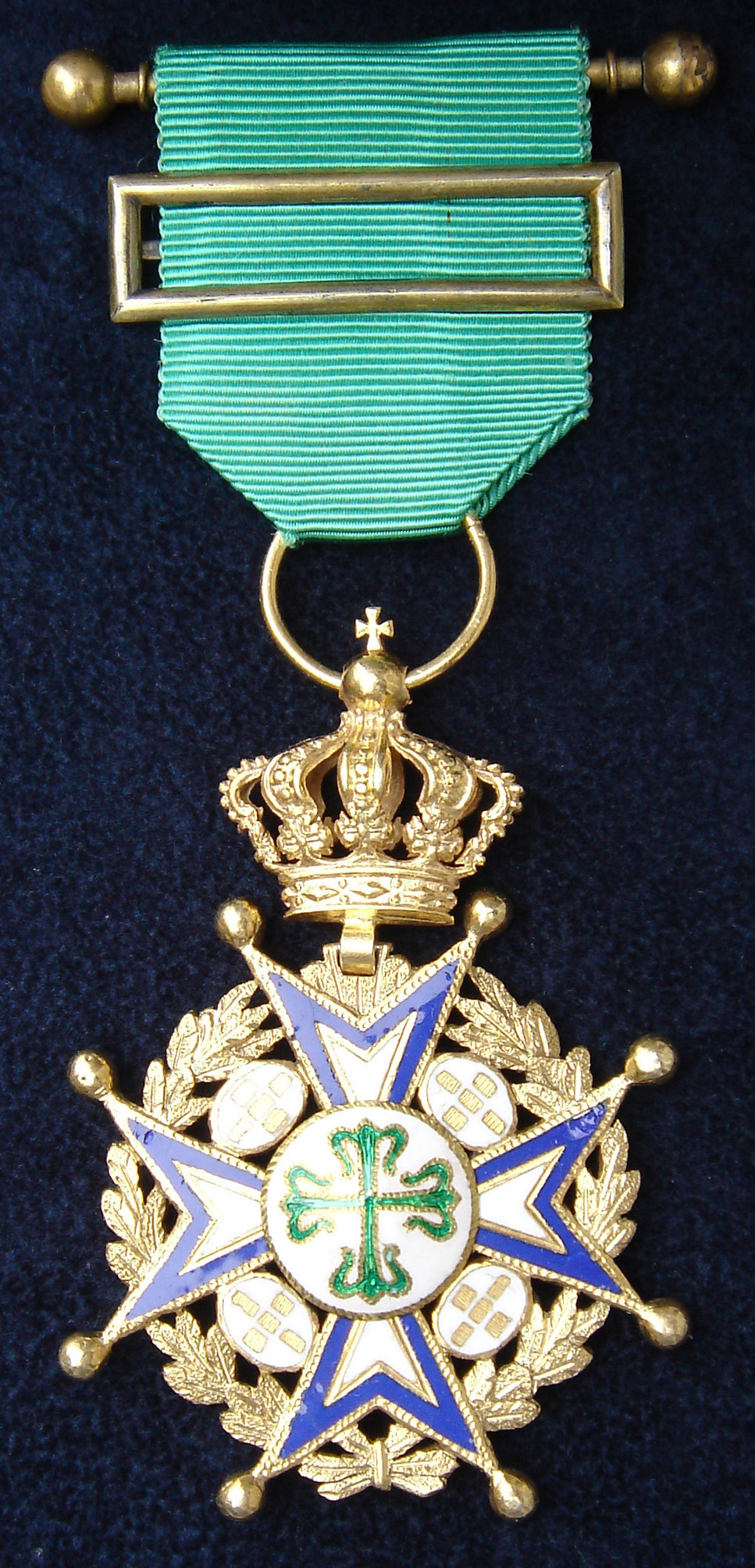
Cavaleiro da Ordem de São Bento de Avis
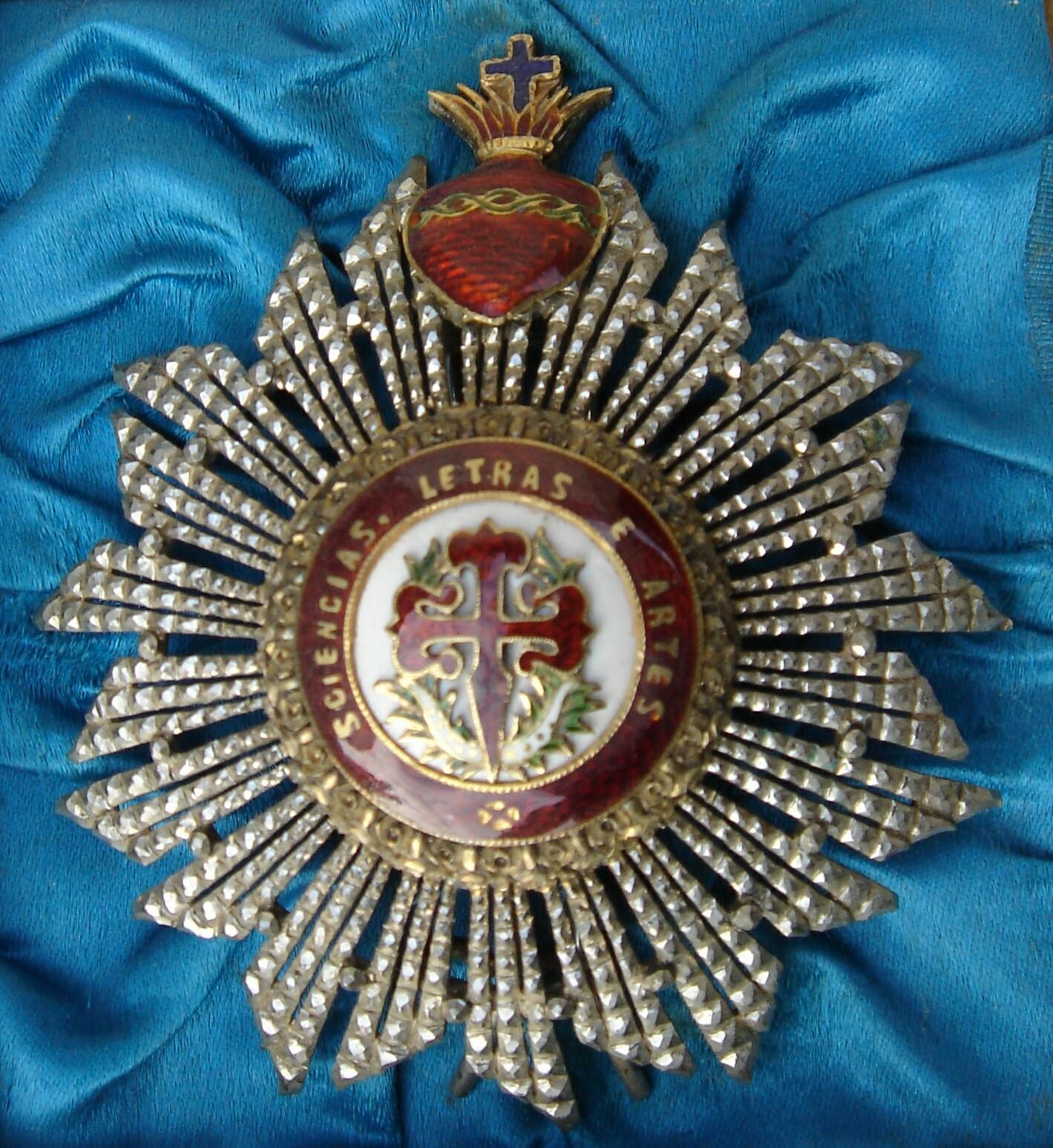
Comendador da Ordem de Santiago da Espada - Mérito Científico, Literário e Artístico
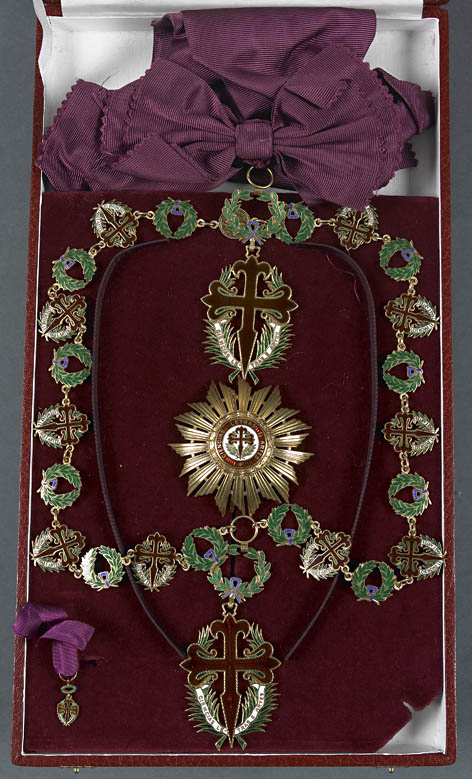
Colar da Ordem de Santiago da Espada
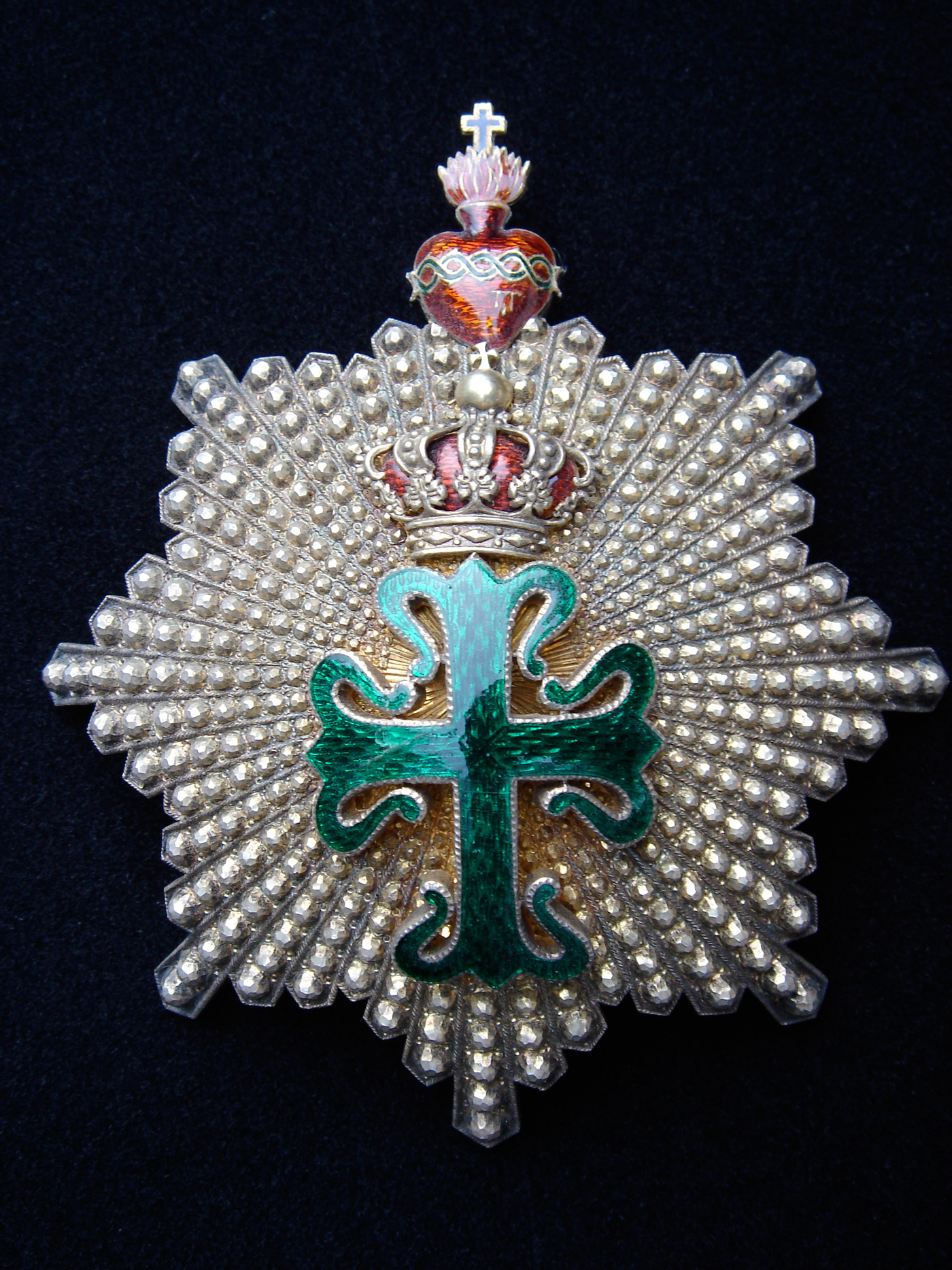
Comendador da Ordem de São Bento de Avis
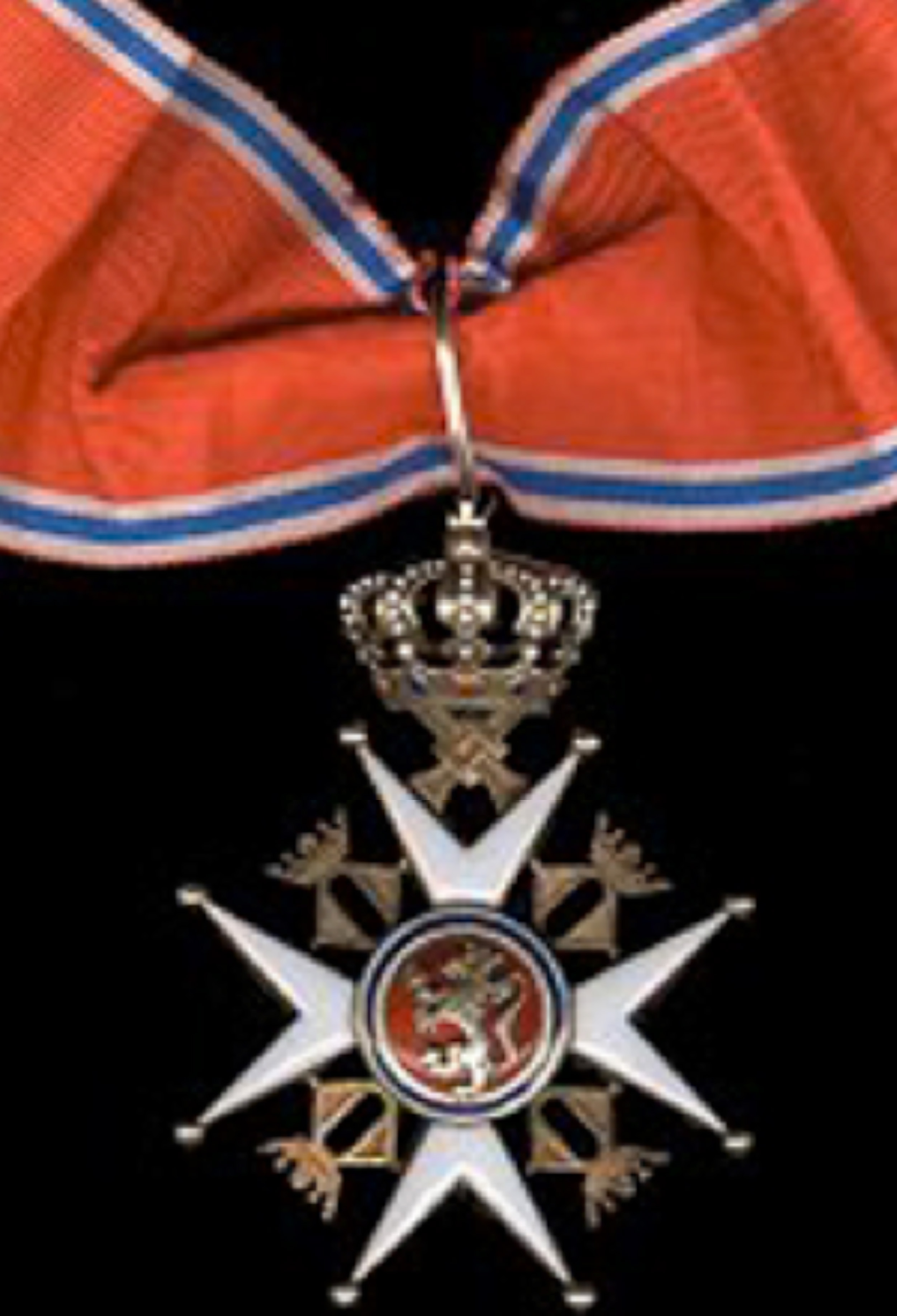
Comendador da Ordem Norueguesa de Saint Olaf
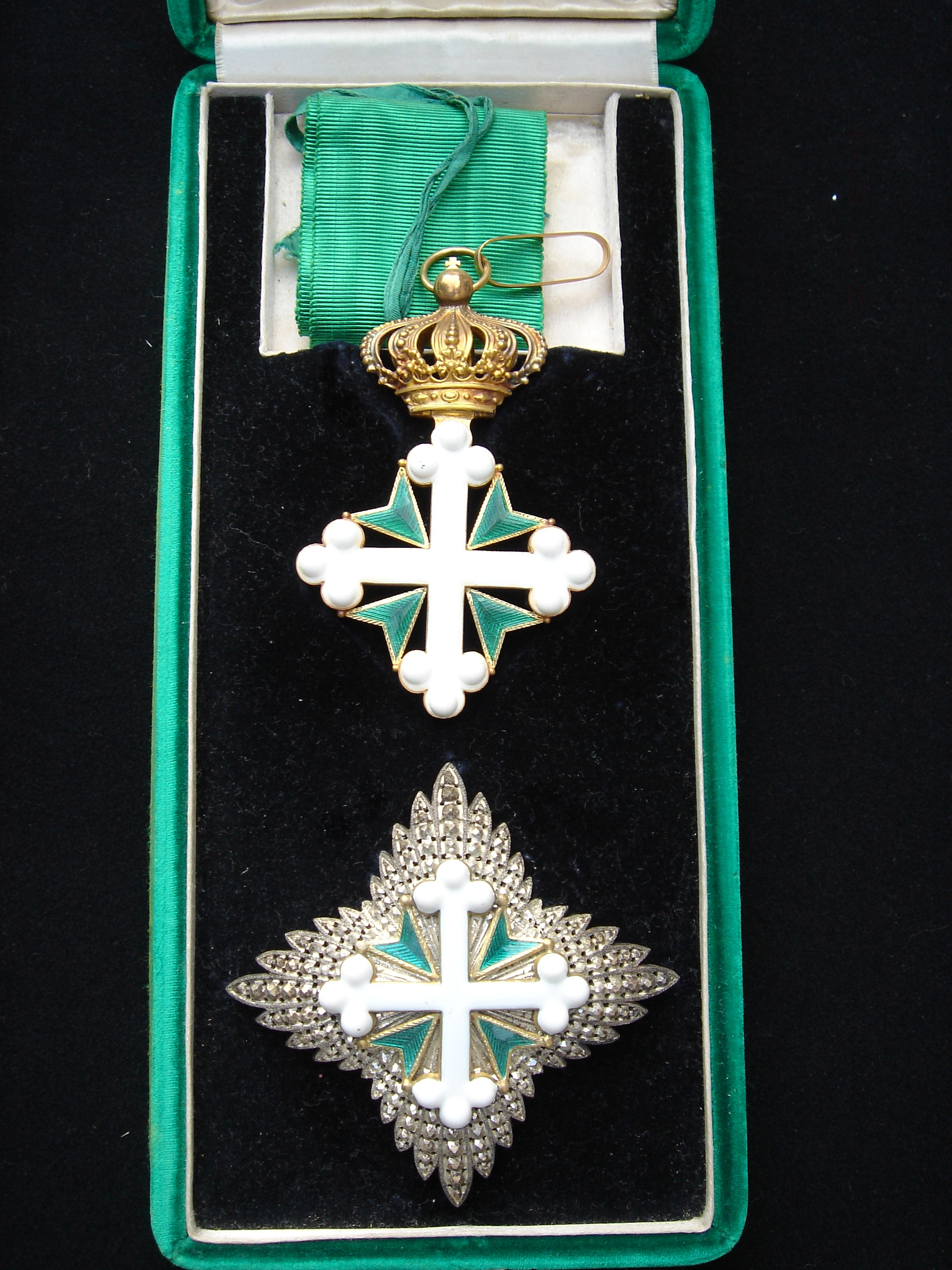
Grande Oficial da Ordem de São Maurício e Lázaro
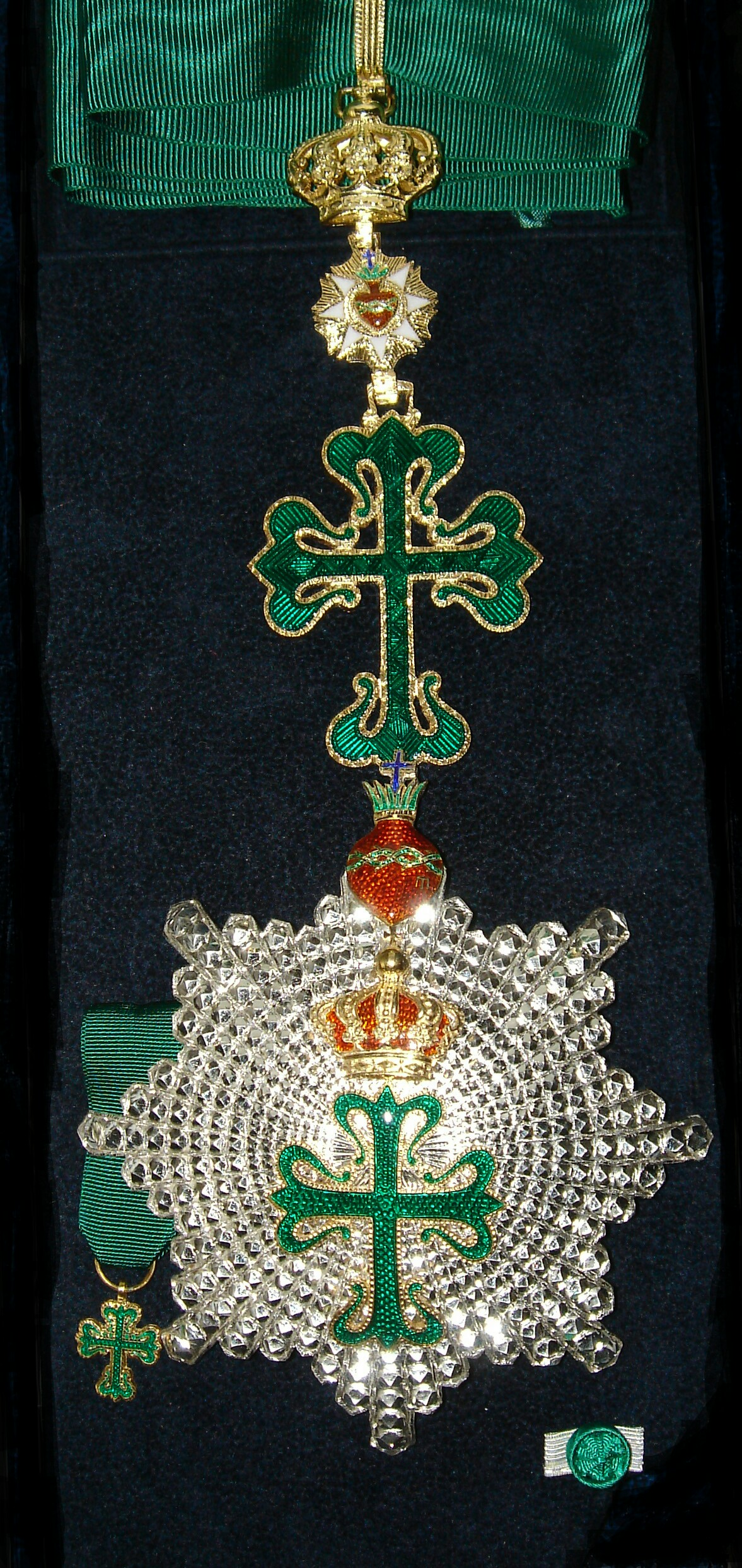
Grã-Cruz da Ordem de São Bento de Avis
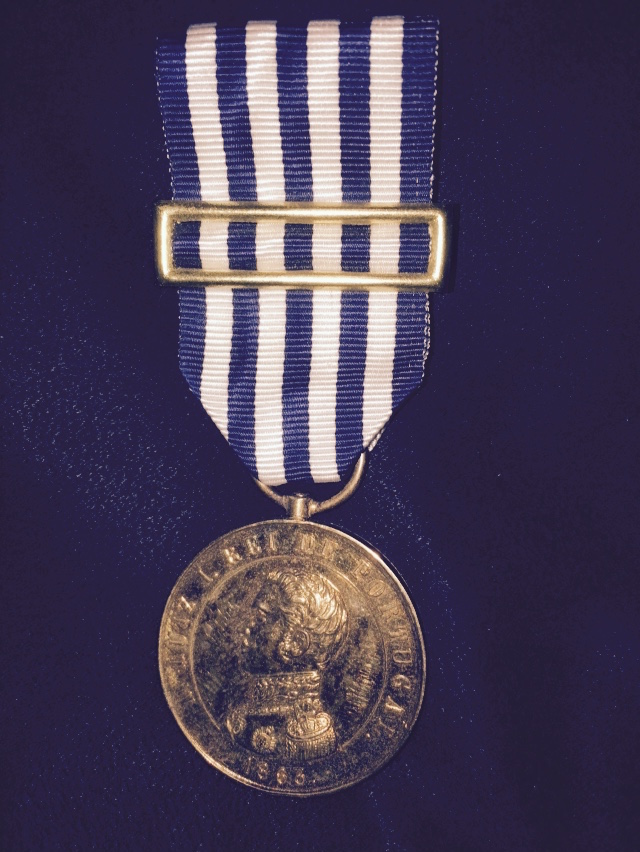
Medalha de Ouro de Valor Militar D. Luiz I
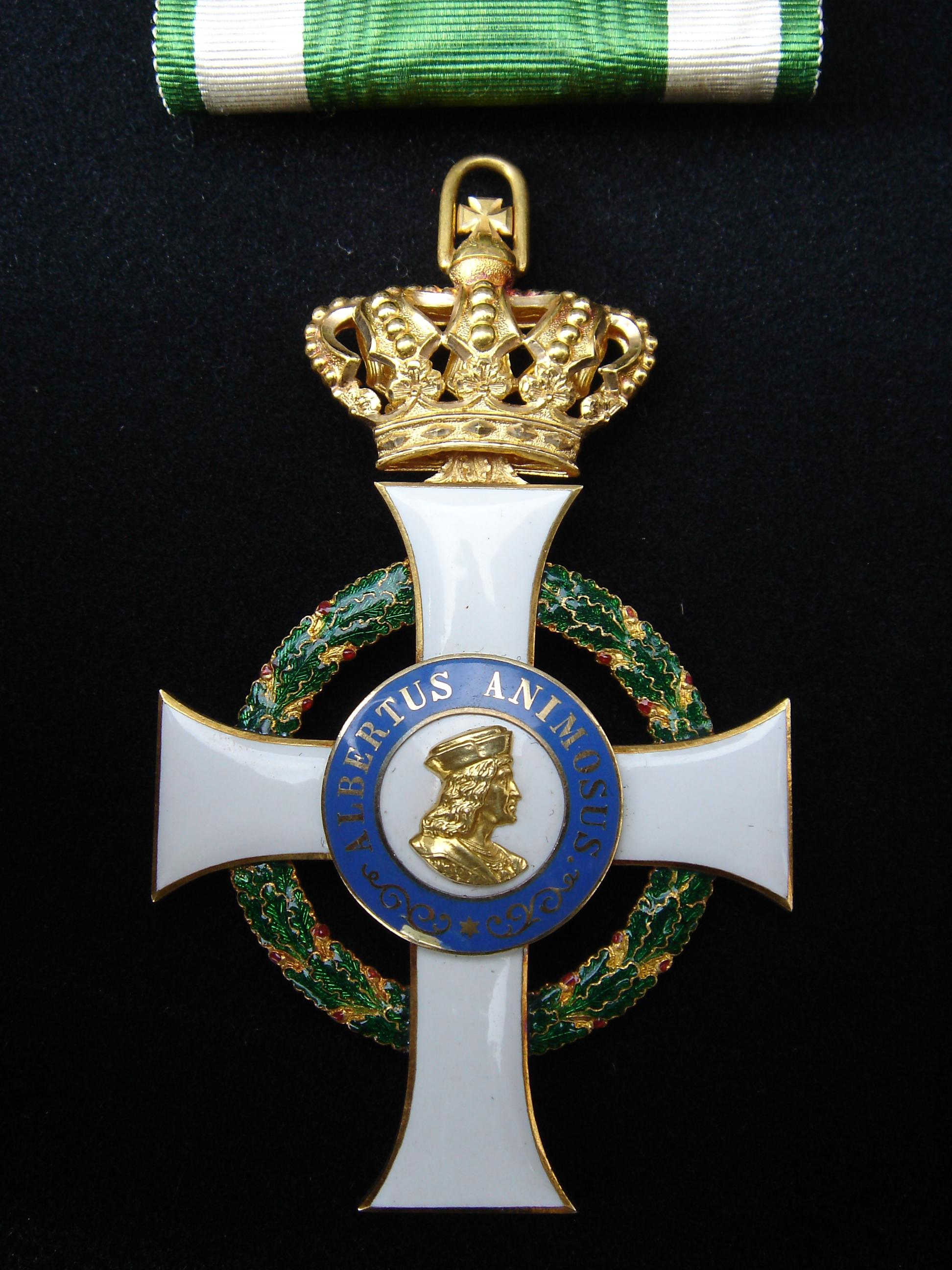
Comendador de 2ª classe da Real Ordem de Albert Valoroso de Saxonia

- Médaille d'argent de Comportement exemplaire  - D. Luís I (26 octobre 1867)
- Chevalier de l'ordre d'Aviz par arrêté royal du 21 juin 1870[2].
- Commandeur de l'ordre de Sant'Iago de l'Épée (14/10/1880)
- Commandeur de l'ordre d'Aviz(7/8/1884)
- Commandeur de 2e classe de l'ordre de Saint-Olaf (18/5/1886)
- Grand officier de l'ordre d'Aviz (1/1/1895)
- Grand officier de l'ordre des Saints-Maurice-et-Lazare (Italie, le 13 décembre 1896)
- Grand-croix de l'ordre d'Aviz (arrêté royal du 1er janvier 1899)
- Médaille d'or de Comportement exemplaire - D. Luís I (Ordem do Exército no 11 de 23/06/1900)
- Commandeur de 2e classe de l'ordre d'Albert Roi de Saxonie par arrêté royal du roi de Saxonie le 18 juin 1907

## Sources
- (pt) Cet article est partiellement ou en totalité issu de l’article de Wikipédia en portugais intitulé « José Joaquim de Paiva Cabral Couceiro » (voir la liste des auteurs).